# Joseph Charles Tixier-Lachassagne
Pour les articles homonymes, voir Lachassagne.
Joseph Tixier-Lachassagne est un homme politique français né le 14 juin 1795 à Bourganeuf (Creuse) et mort le 19 février 1869 à Limoges (Haute-Vienne).

## Biographie
Substitut au tribunal de Limoges en 1815, il est conseiller auditeur à la cour d'appel de Limoges en 1819, substitut général en 1825 et conseiller en 1829. Il est député de la Creuse de 1831 à 1834, siégeant dans la majorité soutenant la Monarchie de Juillet. Il est président de chambre en 1832 et premier président de la cour d'appel de Limoges de 1837 à 1864.

## Sources
- « Joseph Charles Tixier-Lachassagne », dans Adolphe Robert et Gaston Cougny, Dictionnaire des parlementaires français, Edgar Bourloton, 1889-1891 [détail de l’édition]